# خورخي لويس راموس
خورخي لويس راموس (بالإسبانية: Jorge Luis Ramos)‏ هو لاعب كرة قدم كولومبي، ولد في 2 أكتوبر 1992 في كارتاهينا في فنزويلا. لعب مع أتليتيكو هويلا.

## وصلات خارجية
- خورخي لويس راموس على موقع الاتحاد الدولي (مؤرشف)  (الإنجليزية)
- خورخي لويس راموس على موقع قاعدة بيانات كرة القدم.إي يو (الإنجليزية)
- خورخي لويس راموس على موقع Soccerway.com (الإنجليزية)
- خورخي لويس راموس على موقع AS.com (الإسبانية)